# Adolf Vervliet
Adolf Vervliet was een Belgisch syndicalist en politicus voor de BSP.

## Levensloop
Hij was burgemeester van Hemiksem van 1977 tot 1982. Tevens was hij actief bij de BTB.